# Dasiops laticeps
Dasiops laticeps är en tvåvingeart som först beskrevs av Leander Czerny 1934.  Dasiops laticeps ingår i släktet Dasiops, och familjen stjärtflugor. Arten är reproducerande i Sverige.